# Burgruine Landsee
Die Burgruine Landsee liegt im mittleren Burgenland östlich des Ortes Landsee in der Gemeinde Markt Sankt Martin im Bezirk Oberpullendorf. Sie ist eine der größten Burgruinen Mitteleuropas.

## Lage
Die Burgruine ist ein beliebtes Ausflugsziel inmitten des Naturparks Landseer Berge. Sie liegt auf einem Felssporn auf einem Höhenrücken zwischen Heidriegel (dort befinden sich Reste einer Fluchtburg) und dem Pauliberg.

## Geschichte
Der Name hat nichts mit einem See/Gewässer zu tun. Die Burg befand sich bis zum Ende der Österreichisch-Ungarischen Monarchie in Ungarn, ihr Name wird von der ungarischen Bezeichnung „Lánzsér“ eines ursprünglich „Landeshere“ geschriebenen deutschen Namens abgeleitet. Ob eine ungarische oder eine deutsche Version die erste Bezeichnung der Anlage waren, ist nicht belegbar, ebenso nicht, ob die Burg den Namen des Besitzers bestimmte oder der Name (der Familie) des Besitzers auf jenen der Burg Einfluss nahm. Lánzsér wird auch mit „Lanzenträger“ übersetzt. Das Wort „hehr …“ ist ein altes deutsches Wort und steht für herausragend, hoch angesehen, stolz, von hohem Rang und Ähnliches, das Wort „Hehre“ wurde für „stolze Schönheit“ verwendet. Dieser Name beschreibt die Anlage somit als eine damals hoch angesehene Burganlage (eine ähnliche Namensbildung liegt bei Landskron vor).
Der früheste benannte Landadelige auf der Burg ist der älteste Sohn von Wulfing von Prosset (auch Wulfingus de Brozzat), Gottschalk von Prosset (Gotscalcus Schirling), der ein Gefolgsmann des steirischen Markgrafen Otakar III. war. Er wurde aus machtpolitischen Gründen ganz im Osten des Pittner Gebiets positioniert, nach innen gegen die Pittner, nach außen gegen die Ungarn. Er nannte sich seit 1553 „von Landesehre“. Landsee lag nur wenige hundert Meter östlich der Grenze zwischen den österreichischen Gebieten des Heiligen römischen Reichs und dem Königreich Ungarn. Das Urkundenbuch der Steiermark erwähnt 1173 einen Erchenger von Landesehre, dessen Familie auch die Burg Hohenwang bei Langenwang gehörte. Ein „Erchengerus de Landesere“ ist auch in einer Urkunde aus dem Jahre 1179 als Zeuge genannt. Diesen Namen erwähnt auch die Reimchronik Ottokars von Horneck. Diese Personen werden als Beamte (Ministerialen) der Grafen von Pitten, die damals zur Steiermark gehörten und als Nebenlinie der Stubenberger in der Oststeiermark gesehen. Vor 1222 gehörte die Burg aber bereits zu Ungarn. Im 13. Jahrhundert gehörte sie Lorenz Athinai, dem Gespan des damaligen Ödenburg (Sopron). 1289 wurde die Burg von Herzog Albrecht von Österreich bei seinem Feldzug gegen die Güssinger Grafen im Zuge der Güssinger Fehde erobert.
In der Mitte des 16. Jahrhunderts war die Burg im Besitz der Freiherrnfamilie Teufel. Erasmus von Teufel, dessen Epitaph sich in der Filialkirche Winzendorf befindet, war kaiserlicher „Rat Spann und Hauptmann zu Ödenburg“ und „oberster Feldhauptmann der leichten Reiterei in Ungarn“. Erasmus war als Abgesandter des Kaisers bei Verhandlungen in Siebenbürgen, wo er 1552 von Türken gefangen genommen und von Janitscharen hingerichtet wurde. Nach einer anderen Erzählung wurde er in einem Sack im Schwarzen Meer versenkt.
Nach mehrfachen Besitzerwechseln kam die Burg 1612 an Baron, später Graf Nikolaus Esterházy.
Am 12. Juli 1707 zwischen 10 und 11 Uhr Vormittag brach ein erster Brand aus, der schwere Zerstörungen an der Kobersdorfer Seite (Nordostseite) der Burg brachte, wo sich die Gemächer des Besitzers befanden. Danach wurde die Burg wieder in Stand gesetzt, begann in weiterer Folge aber zu verfallen, es war bereits die Abtragung einiger Teile vorgeschlagen. Am 2. Juni 1790 brannte die Burg neuerlich verheerend. Ihr Besitzer, Fürst Nikolaus I. Esterházy, genannt „der Prachtliebende“, verstarb am 28. September 1790 in Wien. Sein Nachfolger Fürst Anton sah sich wegen des aufwändigen Lebensstils seines Vorgängers, der ihm 3,8 Millionen Gulden an Schulden hinterlassen hatte, zu starken Sparmaßnahmen gezwungen. Die Anlage (damals Schloss genannt, siehe die historische Landkarte) wurde nicht mehr aufgebaut und (im Ergebnis zugunsten von Burg Forchtenstein bzw. der damaligen Herrschaft Lackenbach) aufgegeben. Im Jahre 1802 wurde die Anlage als „ruinös“ bezeichnet. Sie diente danach als Steinbruch für die Bauten der Umgebung.
Seit 1968 wird die Burgruine gesichert und der Allgemeinheit zugänglich gemacht.

## Anlage

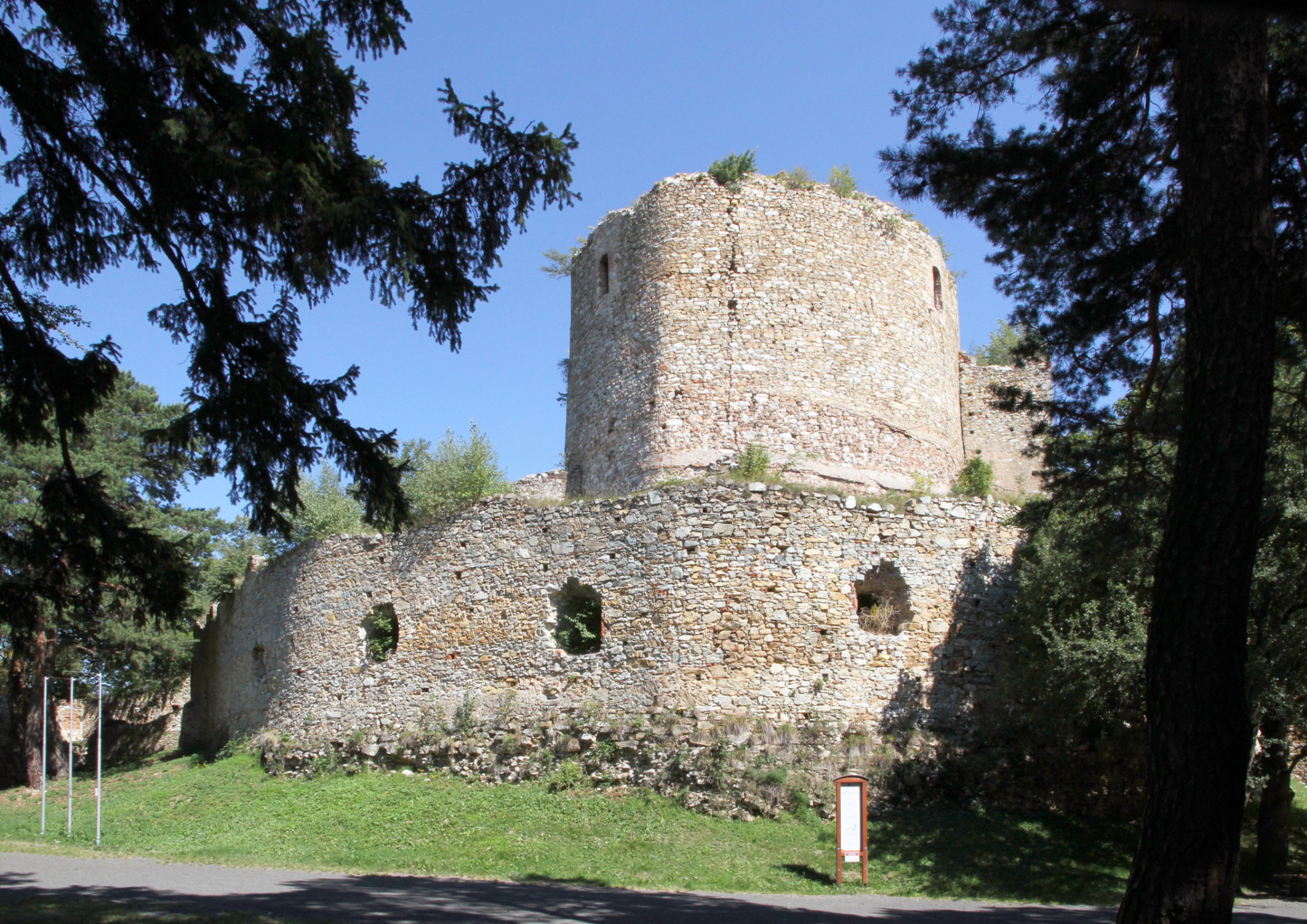
Hauptturm (Donjon) und 4. Mauer

Die Anlage ist ungefähr 300 × 200 m groß und lässt auch als Ruine noch deutlich erkennen, dass die Burg aus vier Befestigungsringen bestand, deren erste durch zwei Gräben getrennt waren. Der äußerste Mauerring, der nur schlecht erhalten ist, ist der jüngste. Am ersten, einfach gebauten Tor befindet sich die Jahreszahl 1668. Das zweite, bereits stark befestigte Tor wird durch eine Holzbrücke über den ersten Graben erreicht. Dahinter führt der Haupteingangsweg über eine weitere Holzbrücke über den zweiten Graben zum dritten Tor. Hinter diesem Tor liegt der große Außenhof. Von dort führt südlich das vierte Tor in einen schmalen Innenhof, das fünfte (eingestürzte) Tor führt zu einem weiteren Hof, an den östlich die bis auf die Grundmauern verfallenen Wohntrakte anschließen. Von dort wird über eine Treppe durch das sechste Tor das Zentralgebäude erreicht, in dem noch die Lage der Küche erkennbar ist. Ähnlich wie bei Forchtenstein sind die stärksten Befestigungen (dicksten Mauern des Bergfrieds) gegen Westen, also Richtung Österreich gerichtet, während die Wohntrakte im Osten, gesichert durch Steilabfälle, liegen. Die Mauern des Wohnturmes (Donjon) sind bis zu zehn Meter dick. An ihn sind mehrere Türme angebaut, in einem befand sich die Kapelle. In ihm führt eine neue Treppenanlage in den ehemaligen Dachbereich des Donjon (mit allein stehendem, gemauerten Bogen), von dem eine weite Fernsicht bis in das Gebiet von Sopron, zum Südteil des Neusiedler Sees und in die Bucklige Welt möglich ist.
Die erste Kapelle der Burg war der Hl. Ursula geweiht und befand sich im Kapellenturm, der zum zentralen Teil der bestehenden Ruine gehört. Dieser Turm wurde zwischen 1460 und 1485 erbaut. Die Burg hatte auch einen eigenen Friedhof („Schlossfriedhof“ an der Zufahrtsstraße zur Ruine), in welchem sich die erste Pfarrkirche des Ortes Landsee befand. Diese Kirche war dem Hl. Nikolaus geweiht und wurde 1647 bereits als „sehr alt“ beschrieben. Im Rahmen der Burgerweiterung 1650 bis 1679 wurde eine barocke Kapelle errichtet, die ebenfalls dem Hl. Nikolaus geweiht war.
Im Außenhof finden in den Sommermonaten Konzerte, Theaterabende und andere Unterhaltungsveranstaltungen statt.

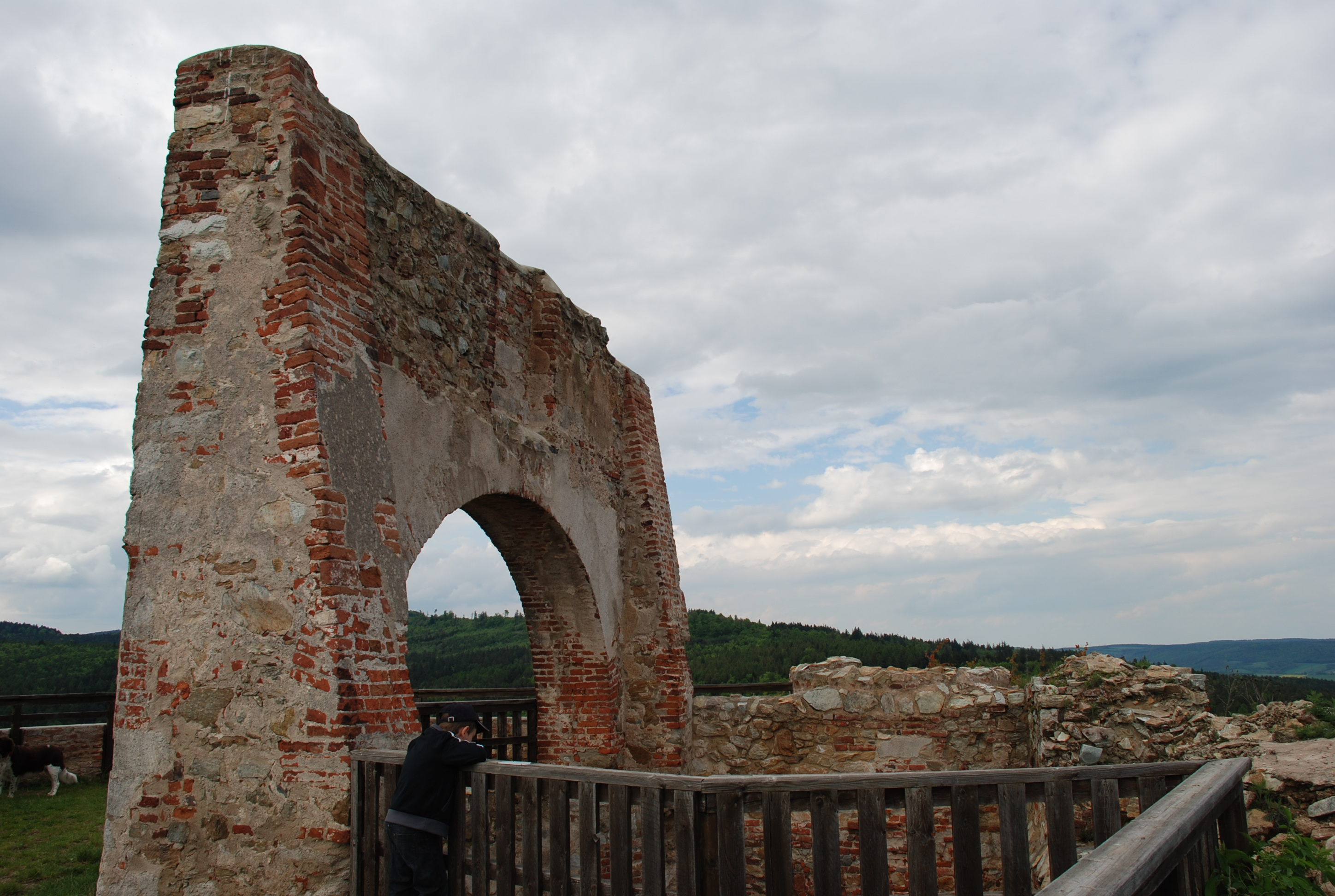
Schwibbogen auf dem Donjon
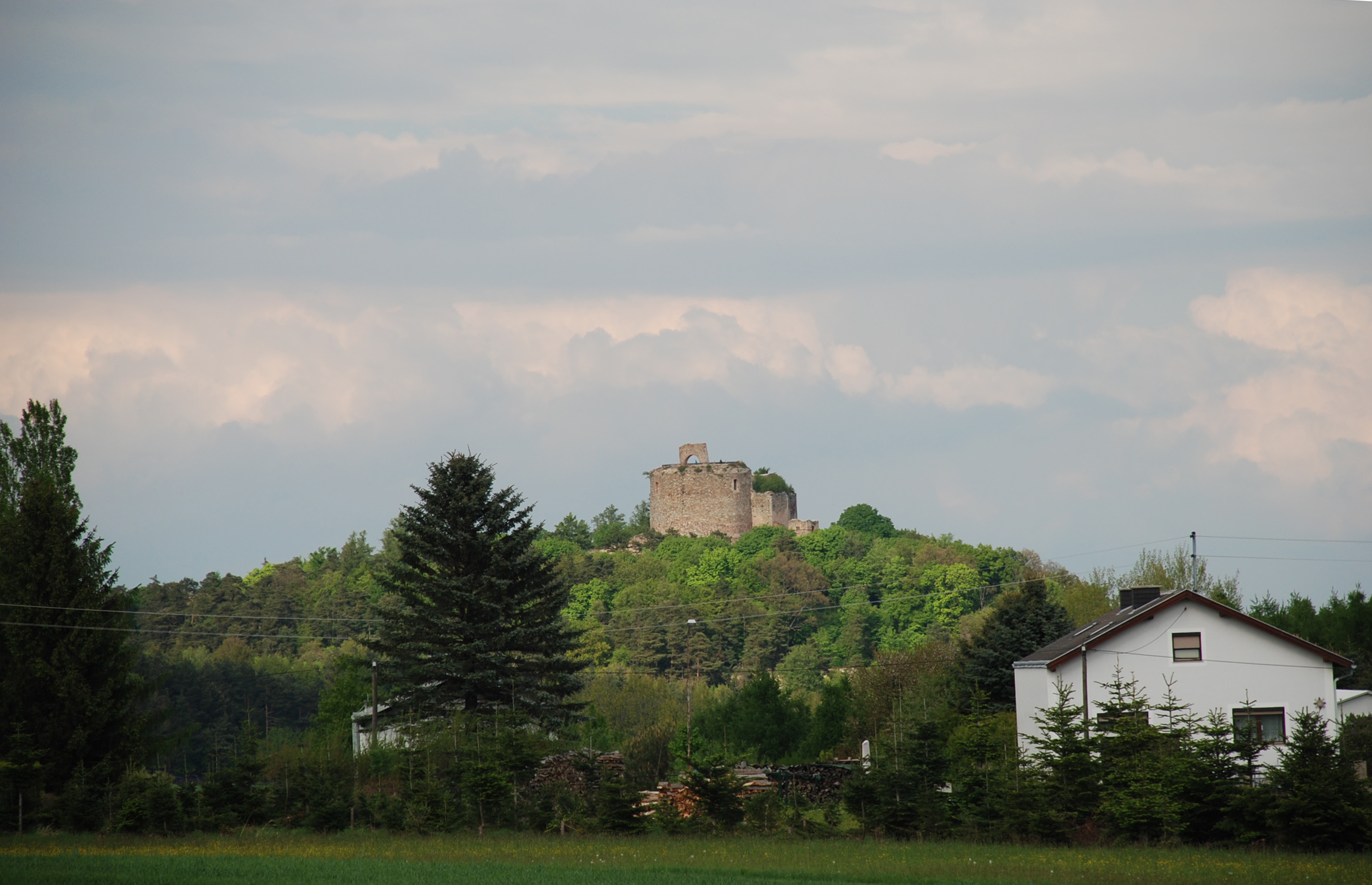
Ruine Landsee von Südwesten
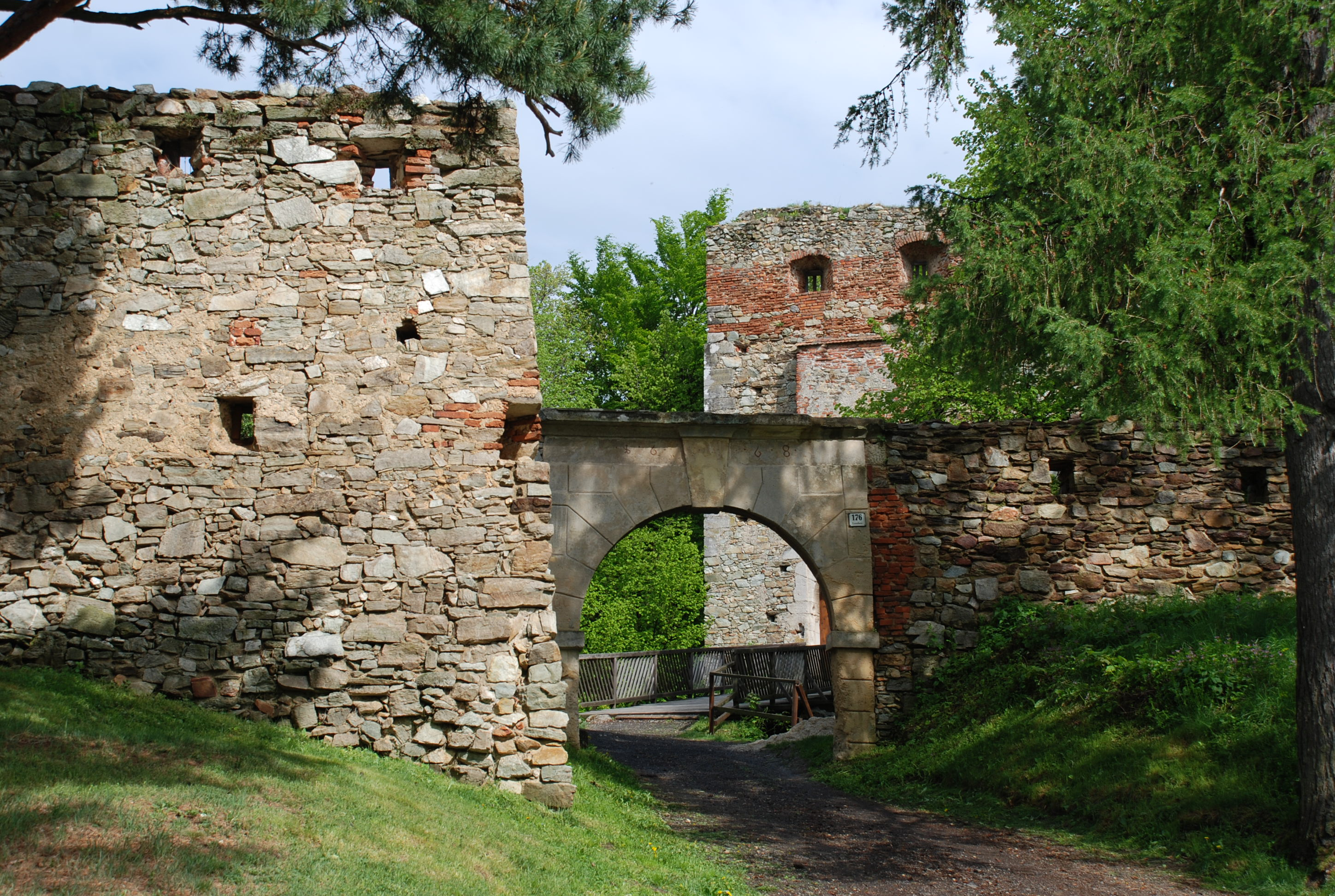
Eingangsbereich mit erstem, im Hintergrund zweitem Tor
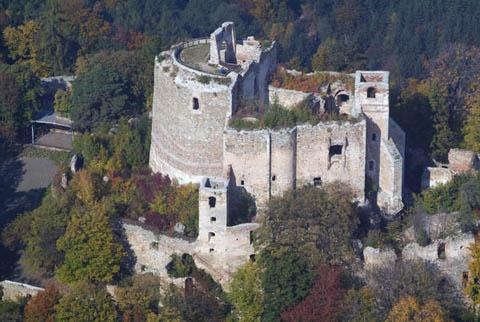
Zentralbau mit Bergfried (Wohnturm, Donjon, links) und Kapellenturm (rechts) von Süden
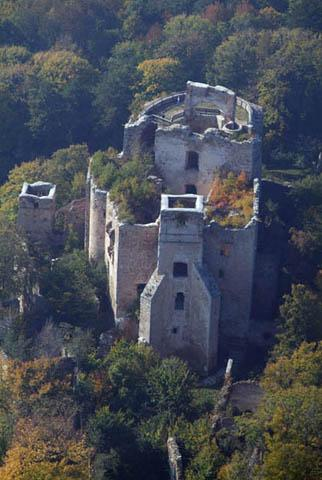
Zentralbau von Osten
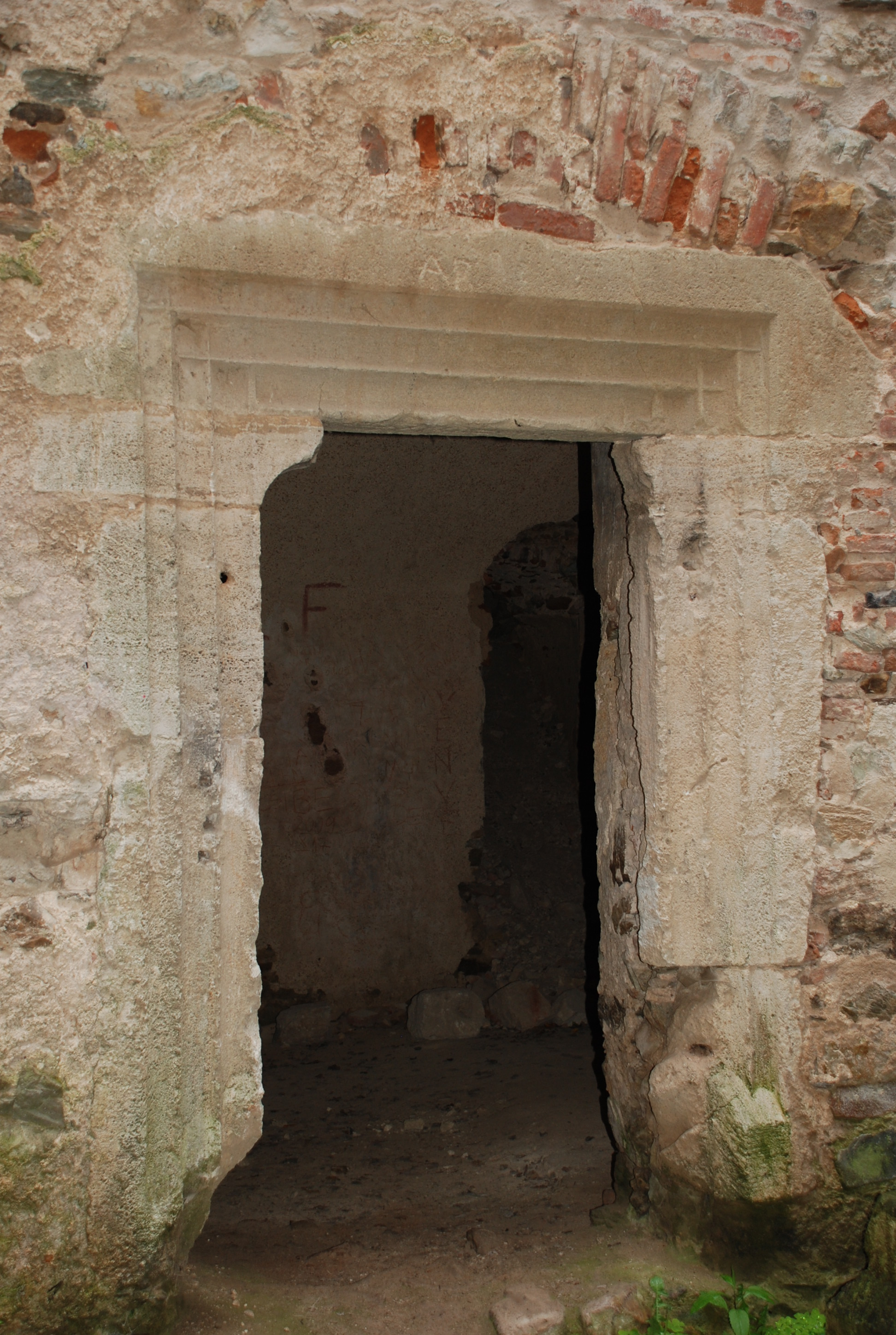
Reste belegen eine reiche Ausstattung.
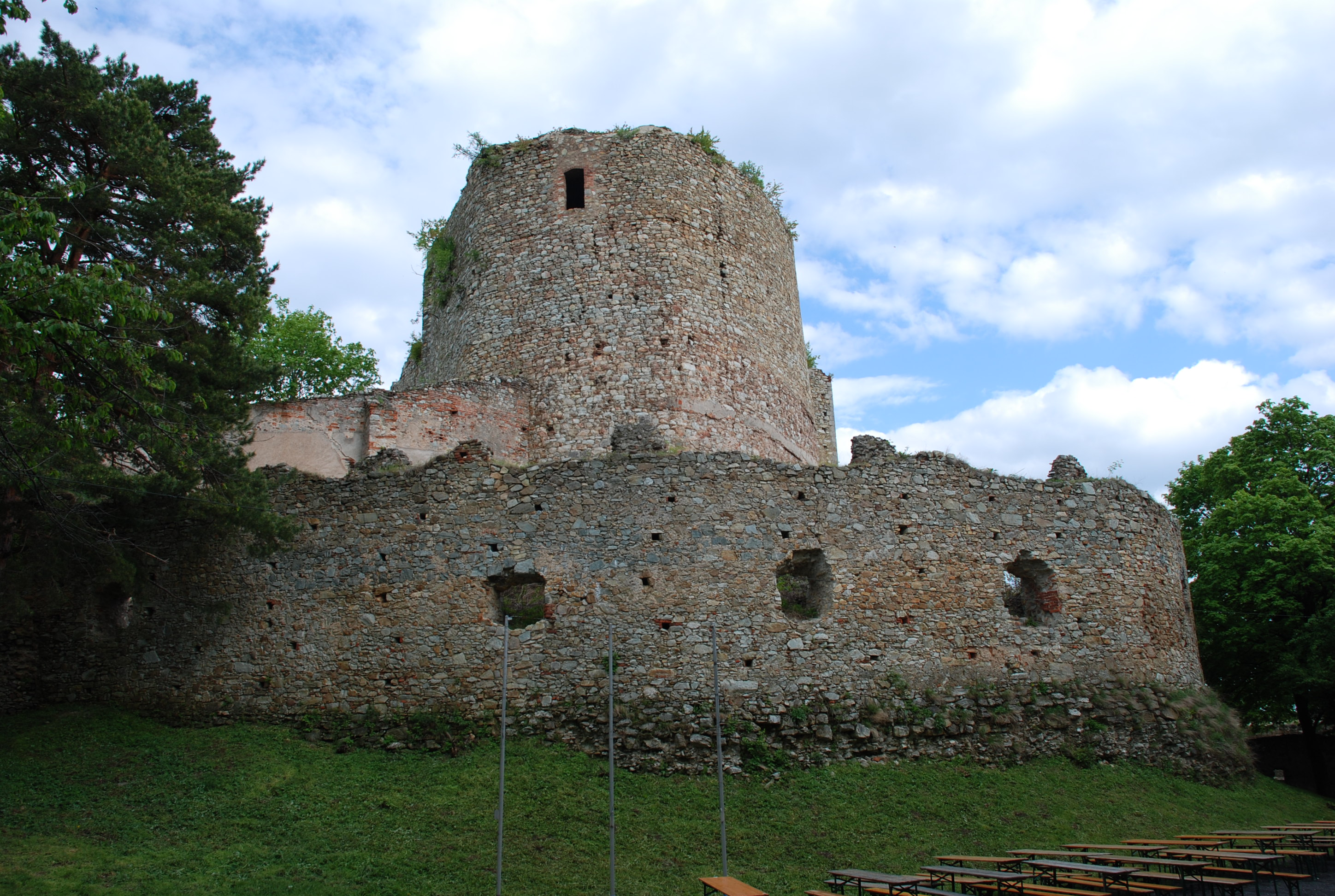
Donjon und vierte Mauer, im Vordergrund der Außenhof
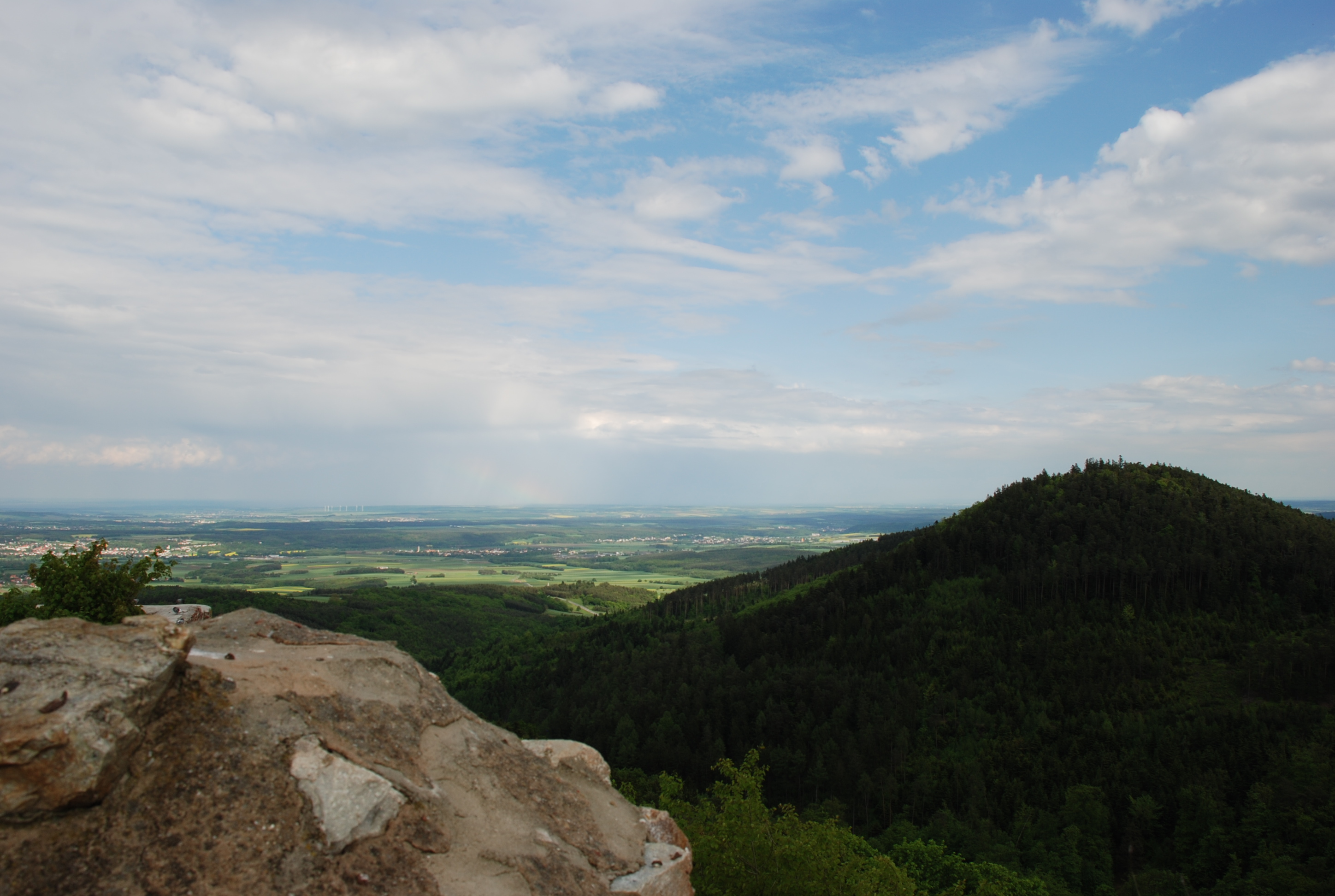
Blick nach Osten, rechts der Heidriegel
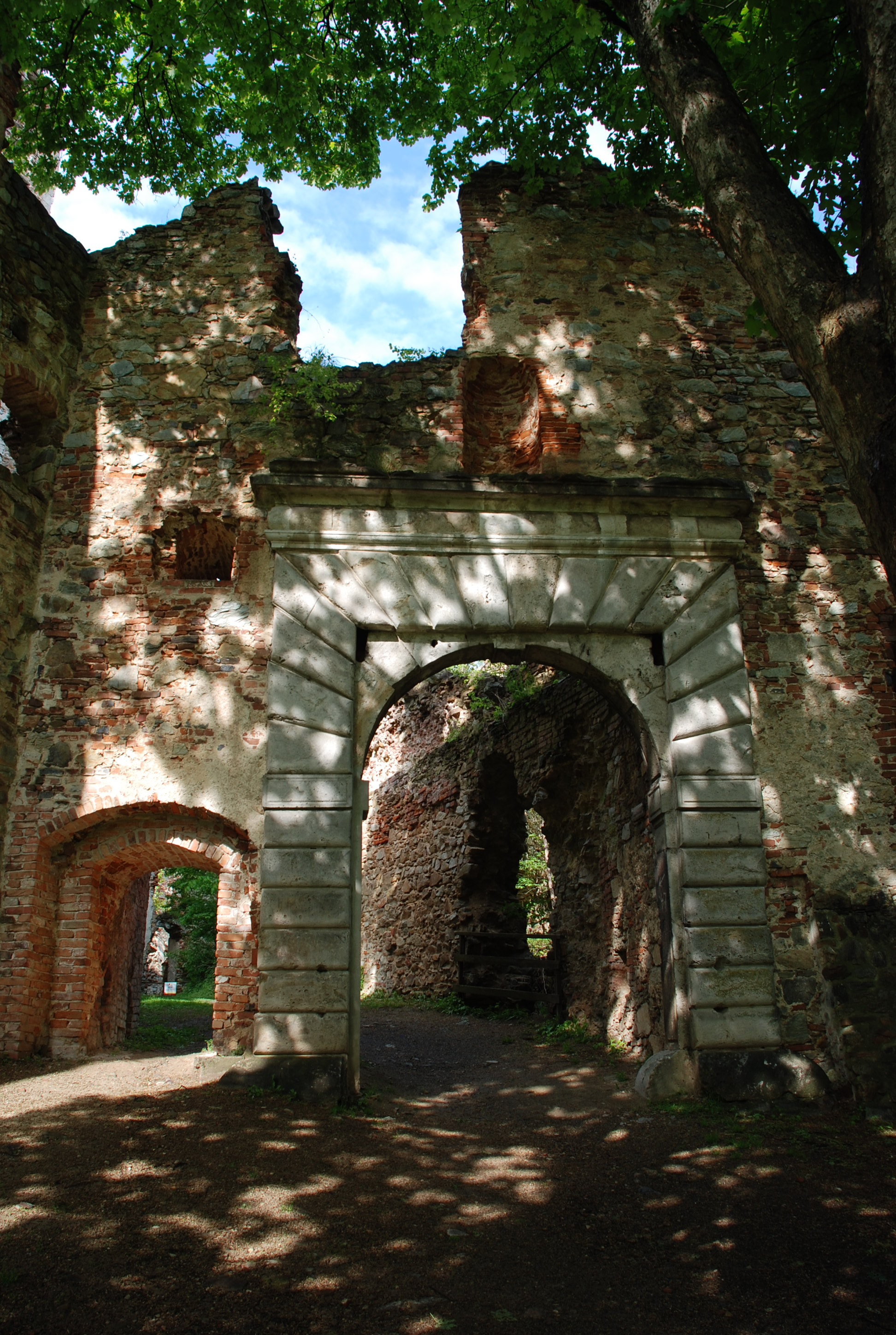
Viertes Tor zwischen Außen- und Innenhof
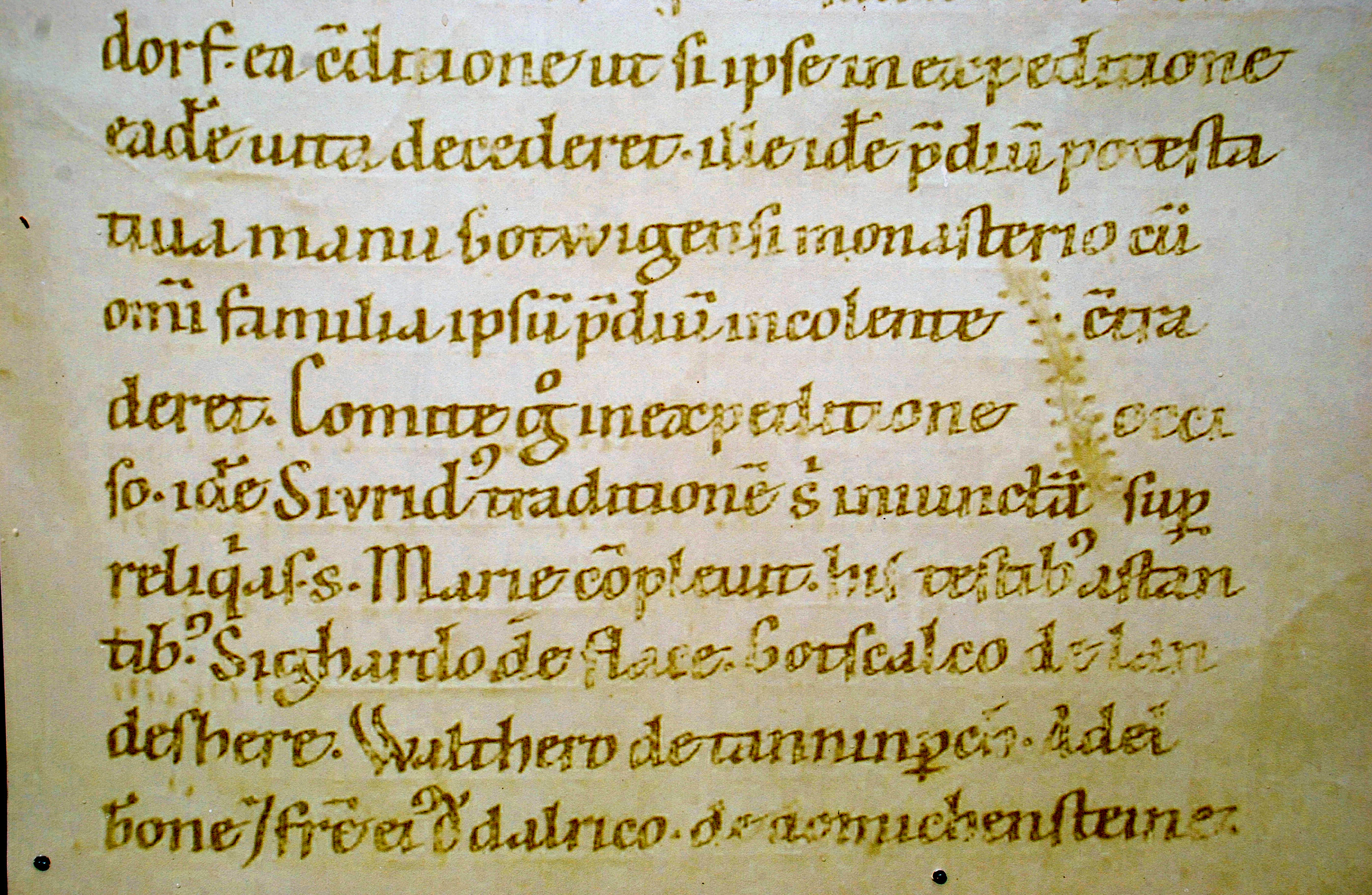
Erste Erwähnung von „Landeshere“ (dritt- und zweitletzte Zeile), 1158
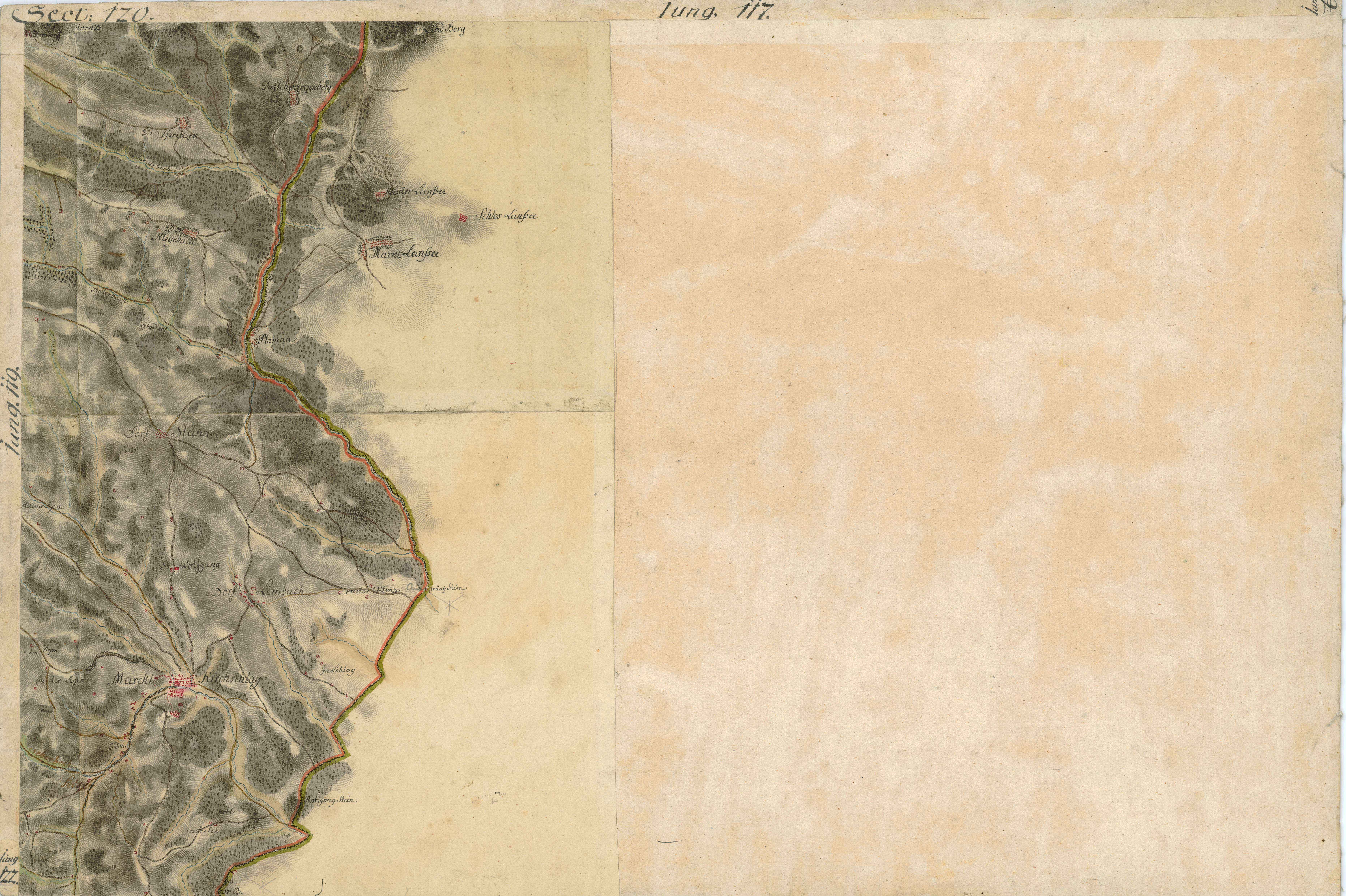
Die Lage von Ort, Kloster und Schloss (heutige Ruine) Landsee jenseits der Grenze Österreichs, in Ungarn, um 1780 (Josephinische Landesaufnahme)
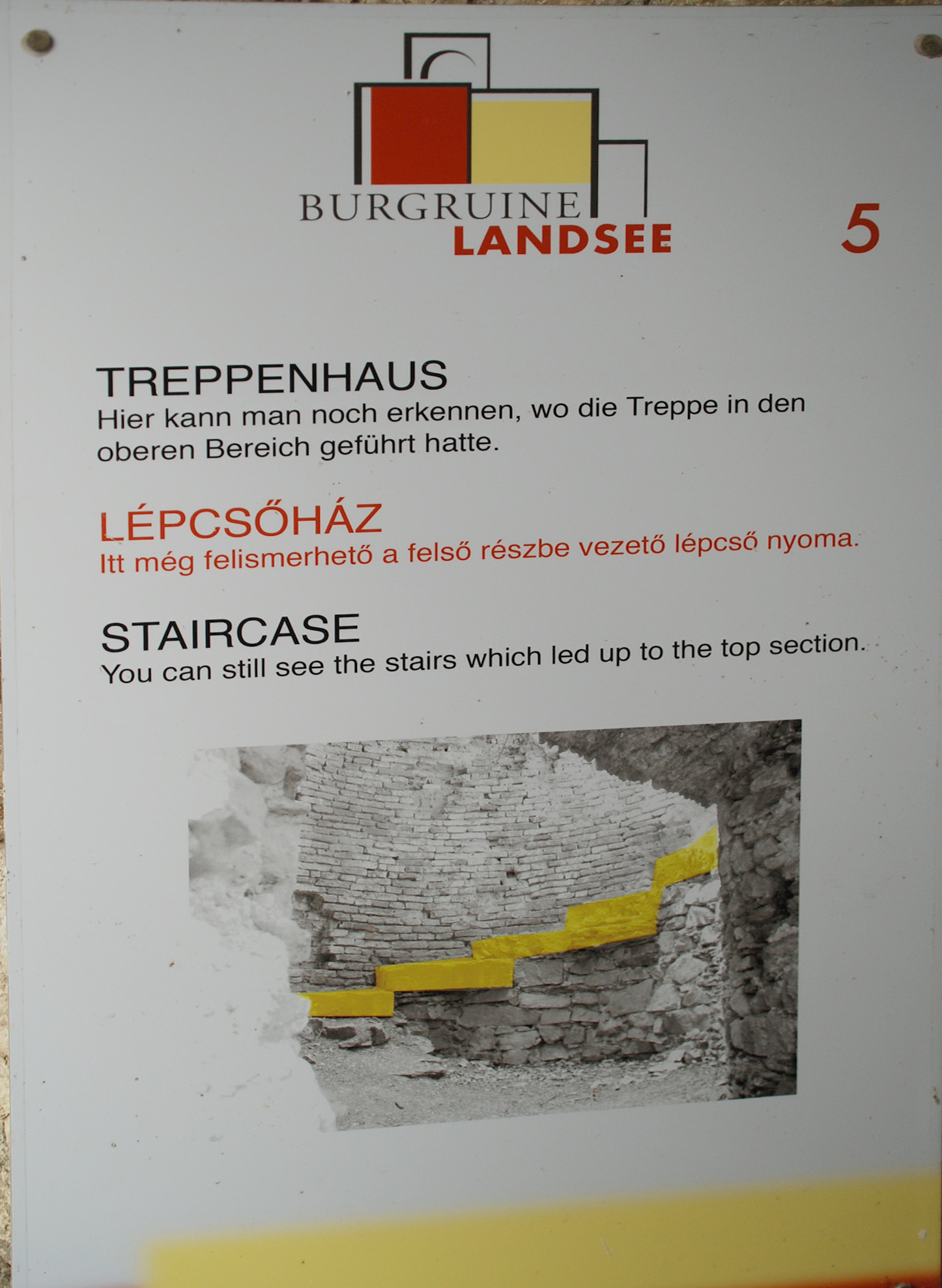
Die Ruine ist gesichert und gut erklärt.
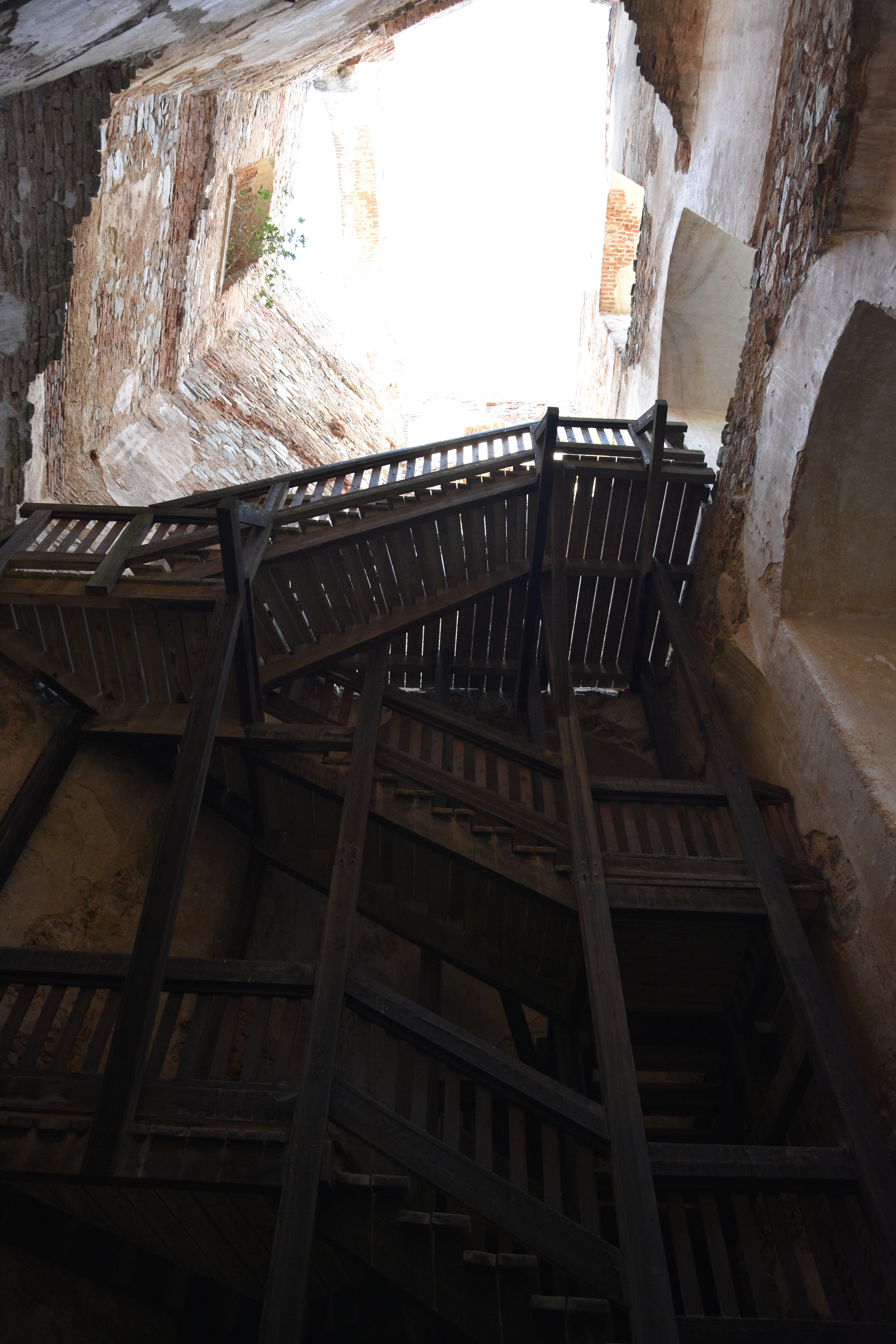
Zur Aussichtswarte